# Shepherd Avenue
Shepherd Avenue è una fermata della metropolitana di New York, situata sulla linea IND Fulton Street. Nel 2015 è stata utilizzata da 1 059 106 passeggeri.
È servita dalle linee A Eighth Avenue Express, attiva solo di notte, e C Eighth Avenue Local, sempre attiva tranne di notte.